# Thierry van Werveke
Thierry Van Werveke (ur. 23 października 1958 w Genewie, zm. 11 stycznia 2009 w Luksemburgu) – luksemburski aktor.

## Filmografia
- 2009: House of Boys jako Nerwowy klient
- 2009: Zwei Ritter geben Vollgas jako Siegfried
- 2008: Tausend Ozeane jako Ulrich Willer
- 2008: 1 1/2 Ritter - Auf der Suche nach der hinreißenden Herzelinde jako Siegfried
- 2008: Réfractaire
- 2006: Perl oder Pica jako Pan Pendelmeyer
- 2006: Głęboko zmrożony (Deepfrozen) jako Lars
- 2005: Inna liga (Eine Andere Liga) jako Baba Can
- 2005: Die Pathologin jako Dr Meinerts
- 2004: La Revanche jako Jérôme Klein
- 2004: Ein Krasser Deal jako Harry Fleischer
- 2004: Sperling und die letzte Chance jako Baldwin Grawert
- 2003: Czas wilka (Le Temps du loup) jako Jean
- 2003: Wyścig o kasę (Crazy Race) jako Vanderbrügge
- 2002: Cena sukcesu (Elefantenherz) jako Kopella
- 2001: Le Club des chômeurs jako Jerôme Klein
- 2001: Auf Herz und Nieren jako Glotze
- 2001: Podła robota (Ein Göttlicher Job) jako Jonathan
- 2000: Anwalt Abel - Der Voyeur und das Mädchen jako Schilling
- 1999: Ein Großes Ding jako Taksówkarz
- 1999: Hamburg - Stadt in Angst jako Jan Clemens
- 1998: Fünf-Uhr-Schatten
- 1998: Kai Rabe gegen die Vatikankiller jako Aufnahmeleiter
- 1998: Die 3 Posträuber jako Krzywy Otto
- 1998: Der Eisbär jako Norbert
- 1998: Caipiranha jako Jürgen Grabowski
- 1998: Die Neue - Eine Frau mit Kaliber
- 1998: Die Straßen von Berlin - Die Bazooka-Bande jako Kalle Maus
- 1997: Pukając do nieba bram (Knockin' On Heaven's Door) jako Henk - der Belgier
- 1997: Back in Trouble jako Johnny Chicago
- 1997: Die Nacht der Nächte - School's out
- 1997: Geisterjäger John Sinclair: Die Dämonenhochzeit jako Viktor Gonsoir
- 1996: Alles nur Tarnung jako Die Bösen: Pfeife
- 1996: Der Venusmörder jako Dr Limbach
- 1994: Wilde Jahre jako Paul
- 1994: Hasenjagd - Vor lauter Feigheit gibt es kein Erbarmen jako Berghammer
- 1993: Die Männer vom K3 - Tanz auf dem Seil jako Mirco Radowich
- 1993: Abracadabra jako Naze
- 1993: Three Shake-a-Leg Steps to Heaven jako Jängi Jacoby
- 1993: Die Rebellion jako Willi
- 1992: Dead Flowers jako Alex
- 1992: Hochzaeitsnuecht jako Christian
- 1989: A Wopbobaloobop a Lopbamboom jako Petz Zamponi
- 1988: Troublemaker jako Jacques Guddebuer

## Seriale
- 2003: SOKO Köln jako Werner Mundt
- 1998-2001: Der Clown jako Jan Smuts
- 1995: Balko jako Hey
- 1994-2009: Komisarz Rex (Kommissar Rex) jako Fritz Zach
- 1994-1997: Doppelter Einsatz jako Bruno Schreiner
- 1992: Wolffs Revier jako Harry Karbacher
- 1981: Ein Fall für zwei jako Carlo Lohmann
- 1970: Tatort jako Erwin Balzer / Van Boiten / Hänschen Schmidt